# 牛海綿状脳症
牛海綿状脳症（うしかいめんじょうのうしょう、英語: Bovine Spongiform Encephalopathy, 略語: BSE）は、牛の脳の中に空洞ができ、スポンジ（海綿）状になる感染症（プリオン病）である。「ぎゅうかいめんじょうのうしょう」とも読む。一般的には狂牛病（きょうぎゅうびょう, Mad Cow Disease）として知られ、1986年にイギリスで初めて発見された。
羊のスクレイピーや、鹿の慢性消耗病 (CWD)、他、ヒトのクロイツフェルト・ヤコブ病 (Creutzfeldt-Jakob disease, CJD) などを総称して伝達性（伝染性）海綿状脳症（Transmissible Spongiform Encephalopathy, TSE）と表記される場合もある。
家畜伝染病予防法によって指定されている監視伝染病の一つ。

## 症状
この病気を発症した牛は、群れから離れたり痙攣を起こすなど異常な行動を取るようになり、その後、音や接触に対して過敏な反応をするようになる。病状がさらに進むと運動機能に関連する部位も冒されて立てなくなるなどの症状を示す。

## 原因
イギリスで発生したのは、飼料として与えた汚染肉骨粉が感染源と考えられている。なお、日本での発生原因は完全には解明されていないが、肉骨粉と同時に牛用代用乳がその原因として疑われている。
ウイルスなど核酸を有した病原体による病気ではなく、プリオンと呼ばれるタンパク質のみで構成された物質が原因だとする見解が主流であるが、有力な異論・異説も少数ながらあり、プリオン原因説は完全な定説とはなっていない。健康体の牛などの体内には正常プリオン蛋白が発現しているが、BSEの原因となるプリオンは、正常プリオン蛋白とは立体構造が異なる異常プリオン蛋白から構成されている。
異常プリオン蛋白は、二次構造や細胞内局在において、正常プリオン蛋白とはかなり違った性質を示す。たとえば、正常なプリオンにはαヘリックス構造が多く含まれるのに対して、異常プリオンではβシート構造が多くなっている。この異常プリオン蛋白により構成されたプリオンが人工飼料などを介して、ウシやヒトの体内に入ると、徐々に正常プリオン蛋白が異常プリオン蛋白に変えられていってしまう。この仕組みについては未解明な部分も多い。
2008年9月11日、アメリカ合衆国農務省（英語略：USDA）動物病センター（英語：National Animal Disease Center/UADC）で研究を行った、カンザス州立大学のユルゲン・リヒト（Jurgen Richt）教授は、BSEの病原体である異常プリオンは、外部から感染しなくとも牛の体内での遺伝子の異変によって作られ、BSEを発症する例につながると発表した。この発表は2006年アラバマ州でBSEを発症した約10歳の雌牛の遺伝子の解析から、異常プリオンを作る異変が初めて見つかったことによる。ヒトでも同様の異変が知られ、クロイツフェルト・ヤコブ病を起こす。

## 対処
本疾病に感染したウシは治療法が存在しない。日本で本疾病について検査により陽性が確認された場合、家畜伝染病予防法に基づいた殺処分命令が出され、当該患畜は速やかに殺処分される。殺処分にした後、焼却処分が行われる。
また、飼料を介した感染が疑われる疾病であるため、当該患畜と同一の飼料にて育成された可能性があるものについては、本疾病について陽性である可能性が考えられるため、本疾病についての調査が実施される。

## 人への伝達
| 国                 | BSE事例  | 変異型 クロイツフェルト ・ヤコブ病 |
| ------------------ | -------- | ---------------------------------- |
| オーストリア       | 000005   | 000                                |
| ベルギー           | 000133   | 000                                |
| カナダ             | 000017   | 002.                               |
| チェコ             | 000028   | 000                                |
| デンマーク         | 000014   | 000                                |
| フォークランド諸島 | 000001   | 000                                |
| フィンランド       | 000001   | 000                                |
| フランス           | 000900   | 025                                |
| ドイツ             | 000312   | 000                                |
| ギリシャ           | 000001   | 000                                |
| 香港               | 000002   | 000                                |
| アイルランド       | 001,353  | 004                                |
| イスラエル         | 000001   | 000                                |
| イタリア           | 000138   | 002                                |
| 日本               | 000026   | 001                                |
| リヒテンシュタイン | 000002   | 000                                |
| ルクセンブルク     | 000002   | 001                                |
| オランダ           | 000085   | 003                                |
| オマーン           | 000002   | 000                                |
| ポーランド         | 000021   | 000                                |
| ポルトガル         | 000875   | 002                                |
| サウジアラビア     | 000000   | 001                                |
| スロバキア         | 000015   | 000                                |
| スロベニア         | 000007   | 000                                |
| スペイン           | 000412   | 005                                |
| スウェーデン       | 000001   | 000                                |
| スイス             | 00000453 | 000                                |
| タイ               | 000000   | 000002                             |
| イギリス           | 183,841  | 176                                |
| アメリカ合衆国     | 000004   | 003                                |
| 合計               | 188,579  | 280                                |

狂牛病と変異型クロイツフェルト・ヤコブ病は、非常によく似ていることから、同一病原体によるものと現在のところ結論されている。イギリスにおいて1993年5月に15歳の少女の発症例が報告され、クロイツフェルト・ヤコブ病は中高年や感染された人から作られた医薬品が原因で発症する病気という従来の常識を覆して、医学界に衝撃を与えた。
変異型クロイツフェルト・ヤコブ病による死者は1995年を皮切りに、死因がこの病気であると確認された人数は117名。推定を含めると死者は169名に達している（生存者は4名、2010年7月5日現在）。
当初ヒトには、経口感染しないとされた。しかし、狂牛病に感染した獣肉で作られたキャットフードを食べたネコが死に、解剖したところ海綿状脳症であったことから、食物から感染した疑いが非常に高くなり、牛同士以外でも牛肉を通じての感染が疑われた。
1990年代前半までに、イギリスを中心に発生していた変異型クロイツフェルト・ヤコブ病（異型クロイツフェルト・ヤコブ病とも呼ばれる）が、その後の調査で、牛海綿状脳症が食物を通して感染したことが疫学的に高い確率であることが証明された。
政治的には、1996年3月20日、イギリス保健省大臣がイギリス下院議会において「クロイツフェルト・ヤコブ病患者10人の発病の原因が、狂牛病に感染した牛肉であることを否定できない」と狂牛病は、ヒトに経口感染する見解を明らかにしたのが初めである。
ただ、どの様な経緯で感染し発病するのかは、現在でも病理学的には諸説あり、各国で研究が進められている。原因が明らかでなく、プリオンは熱に極めて強いため、広く規制する措置がとられている。牛の検査や特定の国からの輸入停止、飼料や加工過程についての規制と、感染した牛からの肉や牛乳など直接（肉など）、間接（原料として生産された加工品）に人間にわたらないように、世界各国で配慮がなされているが、畜産業界などの政治的圧力の高い国では、政治的な問題となり、必ずしも解明に積極的ではない。また、当事国内では解決されたとみなされても、国際的には汚染地域として輸出の制限を続けられる場合もある。
変異型クロイツフェルト・ヤコブ病は英語の "variant Creutzfeldt-Jakob disease" で vCJD と略記される。

## 特定危険部位
特定危険部位は国によって違いがある。日本においては脊髄、背根神経節を含む脊柱、舌と頬肉を除く頭部（具体的には眼、脳、扁桃など）、回腸遠位部（小腸のうち盲腸との接続部から2メートルの所まで）が特定危険部位に指定されている。これらの部位を摂取するとvCJDを発症する危険が高くなる。

## 各方面への影響
日本では、2001年9月10日に千葉県内で飼育されていた牛がBSE発症疑いであることが農林水産省から発表される。後にBSE発症が確定となり、日本においても狂牛病が発生した地域となった。
2010年以降日本国内では確認されていない。
また、アメリカ合衆国においても2003年にBSE牛が発生した事に伴い、農林水産省は2005年末まで米国産牛肉の輸入を禁止した。

### 化粧品
化粧品については、日本ではメーカーによる自主規制と回収が促されている。

### 牛を原料としたゼラチン
牛を原料としたゼラチンについては、世界保健機関の専門委員会では安全であると認定されている。

### 外食産業
BSE発生による食肉業界への農林水産省の救済策を悪用した牛肉偽装事件が、2002年以降相次いで発覚した。また、吉野家が米国産牛肉の輸入禁止により、牛丼を2004年から2008年まで長期間に渡り販売中止にする影響が出た。
牛肉を大量に使用している焼肉店や、焼肉文化に支えられている焼肉のたれといった焼肉関連産業も、大きなダメージを被った。

### 献血
日本赤十字社は、1980年から1996年の間に、1日泊以上イギリスに滞在した事のある者からの献血を、輸血による感染の防止から禁止した（ヒースロー空港で再々乗り継ぎの有無は、条件になるかどうか不明）。制限は2005年6月1日から2010年1月26日までに行われる献血に適用された。2010年1月27日以後の献血については、献血禁止条件を「英国に1日（1泊）以上滞在歴」から「英国滞在歴通算31日以上」に緩和された。